# Hitomi Yaida
Hitomi Yaida (矢井田瞳 Yaida Hitomi?,  28 de julio, 1978) es una cantante y compositora japonesa. Nació en Toyonaka, en Prefectura de Osaka  donde creció. Antes de enfocarse en la carrera musical, se graduó en francés y Literatura en la Universidad de Kansai (Osaka).

## Historia
Cuando tenía 19 años, Yaiko (su apodo), compró una barata guitarra Yamaha por 10 000 yens y ella misma aprendió a tocarla y a componer música.
Su duro trabajo valió la pena cuando solo tenía 22 años y tuvo su debut indie con el sello Aozora Records.
Su primer sencillo fue "Howling" y solo dos meses después tuvo un contrato major con Toshiba-EMI, además de un contrato más pequeño con un sello indie británico.
Su primer álbum, "Daiya-monde", rápidamente alcanzó el primer lugar de los rankings japoneses y luego de esto Yaida realizó una gira nacional. Los conciertos fueron muy exitosos: todos se agotaron en preventas. Además de los conciertos en Japón, se añadieron a la gira seis conciertos en Inglaterra, que se realizaron en locales más pequeños. En agosto realizó dos eventos especiales en los que se presentó en Osaka Jo Hall y Yokohama Arena.
Después de varios eventos y lanzamientos, lanzó su primer álbum "best-of" el año 2002, bajo el seudónimo de YAIKO en el Reino Unido.
Lanzó un álbum nuevo cada año, excepto durante el 2004, cuando lanzó dos álbumes "best-of" en vez de un álbum con material nuevo. Uno de esos "best-of" era una colección de sus sencillos, la otra era una selección personal de sus canciones favoritas.
Entre 2003 y 2004 estuvo muy silenciosa. No se retiró de la escena musical completamente, pero no estaba muy activa.
A fin de año realizó dos conciertos en los domos de Osaka y Tokio, con los que se presentó frente a cerca de 80000 personas.
En algún momento del año 2005, Yaida participó en un programa MTV Unplugged. A pesar de que el MTV Unplugged ya no es tan especial en occidente y se emite muy a menudo, en Japón en una cosa muy especial y solo algunos pocos artistas (entre los que se encuentran Chage and Aska y Utada Hikaru) habían participado antes.
Su presentación acústica tuvo muy buena respuesta del público por lo que luego realizó una gira acústica. En diciembre de 2005 lanzó un DVD con material de su gira y del MTV Unplugged.
En agosto de 2005, finalmente lanzó su primer álbum nuevo en dos años: "Here today ~ gone tomorrow".
Con esas nuevas canciones, se presentó en varios festivales durante el verano. Terminó el año 2005 con dos presentaciones en Nihon Budokan y Osaka Jo Hall.
En junio de 2006 lanzó un nuevo sencillo y además participó en un tributo al manga Death Note. Y en noviembre lanzó su sexto álbum llamado "IT'S A NEW DAY".

## Discografía

### Álbumes de estudio
- daiya-monde (25 de octubre de 2000), anagrama de "Yaida" y "diamond" (diamante)
- Candlize (31 de octubre de 2001), "Candle eyes", "Ojos de vela"
- i/flancy (9 de octubre de 2002), anagrama de "I can fly" (Puedo volar)
- Air/Cook/Sky (29 de octubre de 2003), anagrama de "Yaiko's rock"
- Here today - gone tomorrow (15 de agosto de 2005)
- It's a New Day (22 de noviembre de 2006)
- colorhythm (5 de marzo de 2008)

### Sencillos
- "Howling" (3 de mayo de 2000)
- "B'coz I Love You" (14 de julio de 2000)
- "I Like 2" (22 de septiembre de 2000)
- "My Sweet Darlin'" (4 de octubre de 2000)
- "Darling Darling" (1 de enero de 2001)
- "I'm Here Saying Nothing" (24 de enero de 2001)
- "Look Back Again/Over The Distance" (27 de junio de 2001)
- "Buzzstyle" (27 de septiembre de 2001)
- "Ring My Bell" (27 de marzo de 2002)
- "アンダンテ (Andante?)" (10 de julio de 2002)
- "未完成のメロディ (Mikansei no Melody?)" (Melodía Inconclusa) (4 de diciembre de 2002)
- "孤独なカウボーイ (Koduku na Cowboy?)" (Vaquero Solitario) (23 de abril de 2003)
- "一人ジェンガ (Hitori Jenga?)" (Single Person Jenga) (10 de septiembre de 2003)
- "マーブル色の日 (Marble-iro no Hi/Chapter01?)" (Marble-colored Day) (17 de marzo de 2004)
- "モノクロレター (Monochrome Letter?)" (27 de octubre de 2004)
- "マワルソラ (Mawaru Sora?)" (Spinning Sky) (6 de julio de 2005)
- "Go my way" (15 de marzo de 2006)
- "Startline" (21 de junio de 2006)
- "初恋 (Hatsukoi?)" (First Love) (1 de noviembre de 2006)
- "I Love Youの形/ハネユメ (I Love You no katachi/haneyume?)" (10 de octubre de 2007)
- "恋バス (Koi Bus?)" (3 de diciembre de 2008)
- "Simple is Best" (9 de febrero de 2010)

### DVD y vídeos
- The First Reflection VHS/DVD (25 de abril de 2001)
- Hitomi Yaida 2001 Summer Live Sound of Clover VHS/DVD (28 de noviembre de 2001)
- Candle in the Lives VHS/DVD (3 de julio de 2002)
- Candle in the Eyes VHS/DVD (3 de julio de 2002)
- Casket of Candleyes DVD (3 de julio de 2002)
- Sparkles of light DVD/VHS (29 de marzo de 2003)
- Live Completion ‘03～i can fly, can you?～ DVD (28 de enero de 2004)
- Hitomi Yaida Music in the Air～dome live2004～ DVD (16 de febrero de 2005)
- Hitomi Yaida MTV Unplugged DVD (7 de diciembre de 2005)
- Hitomi Yaida COLOROCK LIVE 2008 DVD (15 de marzo de 2008)
- HITOMI YAIDA MUSIC VIDEO COLLECTION DVD (18 de febrero de 2009)

### Recopilaciones
- U.K. Completion (23 de enero de 2002)
- Music Pool 2002 CD & DVD (19 de febrero, 2003)
- Single Collection/Yaiko's Selection Box Set (28 de Julio, 2004)
- Single collection (28 de Julio, 2004)
- Yaiko's Selection (1 de diciembre de 2004)
- Sound drop～MTV Unplugged＋Acoustic live 2005～ CD & DVD (7 de diciembre de 2005)
- THE BEST OF HITOMI YAIDA 2CD (18 de febrero de 2009)

#### Otros
- The Japan Gold Disc Award 2004 Varios Artistas ("kodoku na Cowboy") (14 de abril de 2004)
- Grand Prix - Super Collection 2004 Various Artists ("le Vent brulant") (23 de septiembre de 2004)
- FM802 Heavy Rotations J-hits Complete '99-'01 Various Artists ("How?") (12 de diciembre de 2004)
- Venus Japan Various Artists "(Chapter01)" (30 de marzo de 2005)
- Robots Original Motion Picture Soundtrack Various Artists ("Mawaru Sora") (27 de julio de 2005)
- Death Note Tribute Various Artists ("37.0 °C") (23 de junio de 2006)